# Yên Mô
Yên Mô là một huyện vùng trũng nằm ở phía nam tỉnh Ninh Bình, Việt Nam.

## Địa lý

### Vị trí địa lý
Huyện Yên Mô nằm ở phía nam của tỉnh Ninh Bình, cách thành phố Hoa Lư 17 km về phía tây nam, cách trung tâm thủ đô Hà Nội 110 km, có vị trí địa lý:
- Phía đông giáp huyện Kim Sơn và huyện Yên Khánh
- Phía tây giáp thành phố Tam Điệp và thị xã Bỉm Sơn, tỉnh Thanh Hóa
- Phía nam giáp huyện Hà Trung và huyện Nga Sơn thuộc tỉnh Thanh Hóa
- Phía bắc giáp thành phố Hoa Lư.

Huyện Yên Mô là khu vực vùng kinh tế tổng hợp dịch vụ du lịch, nông nghiệp, công nghiệp, đóng vai trò quan trọng trong sự phát triển kinh tế - xã hội của tỉnh Ninh Bình. Là vùng trọng điểm khai thác phát triển du lịch của tỉnh, có tiềm năng phát triển các loại hình du lịch văn hoá; du lịch sinh thái, nghỉ dưỡng gắn với cảnh quan thiên nhiên đa dạng, hệ thống di tích và truyền thống lịch sử lâu đời. Là đầu mối giao thông quan trọng kết nối Ninh Bình với tỉnh Thanh Hóa.

### Địa hình
Yên Mô nằm ở phía Nam tỉnh Ninh Bình, địa hình cơ bản chia làm hai vùng:
- Địa hình vùng đồng bằng xen kẽ vùng chiêm trũng chiếm phần lớn diện tích của huyện ở phía Bắc.
- Địa hình vùng núi đá vôi, bán sơn địa phân bố ở các xã Yên Đồng, Yên Thành, Yên Thắng, Yên Thái, Yên Mạc, Yên Lâm (đây cũng là một phần của dãy núi Tam Điệp). Trong đó Yên Đồng là xã có nhiều địa hình núi nhất với một số đỉnh cao trên 200 mét.

### Khí hậu
Với đặc điểm là khí hậu nhiệt đới gió mùa hải dương. Về mùa đông dãy núi thấp Tam Điệp nằm ở phía nam chặn đứng và phần nào tụ gió mùa đông bắc mùa đông tràn về nên trong khoảng đầu mùa đông đón nhận được những cơn mưa lượng khá hơn so với vùng lân cận (đây là đặc điểm chung của khí hậu sườn phía Bắc các dãy núi nói chung, dãy núi càng cao thì bản chất này càng thể hiện rõ nét và sâu sắc). Mùa đông nhiệt độ xuống thấp với nhiệt độ trung bình tháng thấp nhất là dưới 17 °C trong tháng 1. Nửa đầu mùa đông từ tháng 11 đến tháng 2 là kiểu thời tiết khô hanh, nửa cuối mùa đông là kiểu thời tiết nồm ẩm giao mùa vào tháng 2 đến tháng 4, lượng nồm ẩm cao hay thấp phụ thuộc vào gió mùa đông bắc cuối mùa thường lệch đông mang hơi ẩm. Độ ẩm cao nhất trong thời gian này có thể đạt tuyệt đối nếu đồng thời kết hợp được các yếu tố sau: gió mùa đông bắc lệch đông, nhiệt độ ngày hôm đó từ lạnh mà tăng dần lên và đang trong khoảng 18 - 26 °C trong đó nhiệt độ 22 °C  là thích hợp nhất cho hiện tượng ngưng tụ ẩm từ lạnh sang nóng. Hiện tượng nồm ẩm sẽ tự mất đi khi nhiệt độ không khí không thích hợp (dưới 16 °C hoặc trên 28 °C). Đây cũng là kiểu thời tiết đặc trưng của huyện nói riêng và khu Đông Bắc Bộ nói chung vào tháng 2 đến tháng 4. Mùa hè từ tháng 5 đến tháng 10 với gió mùa thịnh hành là hướng gió đông nam mang nhiều hơi ẩm từ biển mát mẻ hơn và mưa nhiều, thời kỳ đầu mùa hạ từ tháng 5 đến tháng 7 xen kẽ vào đó là những đợt gió mùa tây nam hay còn gọi là phơn tràn sang rất nóng và khô với nhiệt độ cao nhất có thể lên tới trên 40 °C.

## Hành chính
Huyện Yên Mô có 17 đơn vị hành chính cấp xã trực thuộc, bao gồm thị trấn Yên Thịnh (huyện lỵ) và 13 xã: Khánh Dương, Khánh Thượng, Yên Đồng, Yên Hòa, Yên Lâm, Yên Mạc, Yên Mỹ, Yên Nhân, Yên Phong, Yên Từ, Yên Thái, Yên Thành, Yên Thắng.

## Lịch sử
Huyện Yên Mô được hình thành từ rất sớm. Theo kết quả khảo cổ, vùng đất cổ Yên Mô đã có con người sinh sống cách ngày nay hàng vạn năm. Thời nhà Trần gọi là Mô Độ, thời thuộc Minh Yên Mô thuộc châu Trường Yên. Thời vua Lê Thánh Tông (1460- 1469) Yên Mô thuộc phủ Trường Yên. Đầu thế kỷ XIX, thời nhà Nguyễn vẫn gọi là Yên Mô, gồm 8 tổng với 59 xã, thôn, phường, trang, trại. Năm Minh Mạng thứ 19 (1838), cắt tổng Thần Phù thuộc huyện Nga Sơn, Thanh Hoá về huyện Yên Mô thuộc Phủ Yên Khánh tỉnh Ninh Bình.
Trước cách mạng tháng 8 năm 1945, huyện Yên Mô gồm 9 tổng với 65 xã, thôn: Tổng Yên Mô 10 xã, thôn; tổng Khánh Đàm (Yên Khánh): 9 xã thôn; Tổng Bạch Liên: 9 xã, thôn; Tổng Thổ Mật: 6 xã, thôn; Tổng Thần Phù: 8 xã, thôn; Tổng Yên Vân: 4 xã, thôn
Năm 1948 – 1949 hợp nhất các xã quy mô nhỏ thành lập 8 xã có quy mô lớn: Yên Lạc, Yên Mạc, Yên Nhân, Yên Phong, Yên Sơn, Yên Thái, Yên Thắng, Yên Thành.
Năm 1956, sau cải cách ruộng đất chia tách 8 xã thành lập 14 xã mới: Yên Bình, Yên Đồng, Yên Hòa, Yên Lạc, Yên Lâm, Yên Mạc, Yên Mỹ, Yên Nhân, Yên Phong, Yên Phú, Yên Sơn, Yên Thái, Yên Thắng, Yên Thành. Tháng 5 – 1961, xã Yên Lạc sáp nhập vào huyện Yên Khánh (nay là xã Khánh Hồng), ba xã Khánh Dương, Khánh Thịnh, Khánh Thượng thuộc huyện Yên Khánh sáp nhập vào huyện Yên Mô. Huyện Yên Mô vào thời điểm 1961 gồm 16 xã: Khánh Dương, Khánh Thịnh, Khánh Thượng, Yên Bình, Yên Đồng, Yên Hòa, Yên Lâm, Yên Mạc, Yên Mỹ, Yên Nhân, Yên Phong, Yên Phú, Yên Sơn, Yên Thái, Yên Thắng, Yên Thành.
Ngày 28 tháng 1 năm 1967, thành lập thị trấn nông trường Đồng Giao trực thuộc huyện Yên Mô.
Ngày 23 tháng 2 năm 1974, giải thể thị trấn nông trường Đồng Giao, thành lập thị trấn Tam Điệp trực thuộc tỉnh Ninh Bình.
Ngày 23 tháng 2 năm 1977, sáp nhập thôn Liên Phương của xã Yên Từ vào xã Yên Nhân, sáp nhập thôn Bình Minh của xã Yên Từ vào xã Yên Phong, sáp nhập thôn Hưng Hiền của xã Yên Phú và xóm Trại Lão của xã Yên Thành vào xã Yên Mỹ, sáp nhập xóm Đông Thôn của xã Yên Thái vào xã Yên Lâm, sáp nhập xóm Giang Khương của xã Yên Thái vào xã Yên Thành, sáp nhập thôn Lam Sơn của xã Yên Hòa vào xã Khánh Thượng.
Ngày 27 tháng 4 năm 1977, huyện Yên Mô hợp nhất với huyện Kim Sơn thành huyện mới lấy tên là huyện Tam Điệp, với huyện lỵ là thị trấn Tam Điệp, thuộc tỉnh Hà Nam Ninh.
Năm 1982, thị trấn Tam Điệp và 2 xã Yên Bình, Yên Sơn tách khỏi huyện Tam Điệp để trở thành thị xã Tam Điệp (nay là thành phố Tam Điệp).
Ngày 10 tháng 1 năm 1984, chia xã Yên Phong thành 2 xã lấy tên là xã Yên Phong và xã Yên Từ.
Quyết định số 59-CP ngày 4 tháng 7 năm 1994 của Chính phủ, sáp nhập thôn Đông Thôn của xã Yên Lâm vào xã Yên Thái; tách 10 xã thuộc huyện Yên Khánh trước đây để tái lập huyện Yên Khánh, huyện Tam Điệp đổi lại tên cũ là huyện Yên Mô, gồm 15 xã: Khánh Dương, Khánh Thịnh, Khánh Thượng, Yên Đồng, Yên Hòa, Yên Lâm, Yên Mạc, Yên Mỹ, Yên Nhân, Yên Phong, Yên Phú, Yên Thái, Yên Thắng, Yên Thành, Yên Từ.
Ngày 7 tháng 6 năm 1997, thành lập thị trấn Yên Thịnh, thị trấn huyện lỵ huyện Yên Mô trên cơ sở 56,2 ha diện tích tự nhiên và 1.347 nhân khẩu của xã Yên Phú; 99,32 ha diện tích tự nhiên và 2.776 nhân khẩu của xã Khánh Thịnh.
Ngày 4 tháng 8 năm 2000, tách thôn Hưng Hiền thuộc xã Yên Mỹ để thành lập xã Yên Hưng; chia xã Khánh Thượng thành 2 xã Khánh Thượng và Mai Sơn.
Ngày 28 tháng 11 năm 2012, theo Nghị quyết 80/NQ-CP của Chính phủ, sáp nhập toàn bộ 397,97 ha diện tích tự nhiên, 3.288 nhân khẩu của xã Yên Phú và 159,76 ha diện tích tự nhiên, 1.233 nhân khẩu của xã Khánh Thịnh về thị trấn Yên Thịnh quản lý.
Ngày 10 tháng 12 năm 2024, Ủy ban Thường vụ Quốc hội ban hành Nghị quyết số 1318/NQ-UBTVQH15 về việc sắp xếp đơn vị hành chính cấp huyện, cấp xã của tỉnh Ninh Bình giai đoạn 2023 – 2025 (nghị quyết có hiệu lực từ ngày 1 tháng 1 năm 2025). Theo đó:
- Sáp nhập xã Khánh Thịnh và xã Yên Hưng vào thị trấn Yên Thịnh.
- Sáp nhập xã Mai Sơn vào xã Khánh Thượng.

Huyện Yên Mô có 1 thị trấn và 13 xã như hiện nay.

## Kinh tế

### Làng nghề
Huyện có rất nhiều làng nghề truyền thống, làng nghề, làng có nghề, nghề phụ. Các làng nghề ở Yên Mô chủ yếu là làng nghề chế biến, đan dệt cói chiếm tới 9 làng (riêng xã Yên Lâm có tới 4 làng). Trong số những làng nghề tại huyện thì có tới 11 làng nghề là làng nghề truyền thống. Các làng nghề truyền thống, làng nghề, làng có nghề, nghề phụ tại huyện:
- Chế biến cói Ngọc Lâm (Yên Lâm)
- Chế biến cói Đông Yên (Yên Lâm)
- Bún, bánh, thực phẩm Yên Thịnh (Khánh Dương)
- Chế biến cói, đan bèo Nộn Khê (Yên Từ)
- Chế biến cói Yên Mô Càn (Yên Mạc)
- Chế biến cói Tây Sơn (Yên Mạc)
- Nghề làm gốm sứ Bạch Liên (Yên Thành)
- Chế biến cói Đông Đoài (Yên Lâm)
- Chế biến cói Hồng Phong (Yên Mạc)
- Nghề xây dựng, thợ nề Bình Hải (Yên Nhân)
- Chế biến cói Phù Sa (Yên Lâm)
- Chế biến cói xóm 3 (thị trấn Yên Thịnh)
- Nghề làm nem quả, nem chua Yên Mạc.

### Chợ
Yên Mô có các chợ sau là được xếp hạng chợ loại 2, 3 ở Ninh Bình:
- Chợ Bến: Thôn Lam Sơn, xã Khánh Thượng
- Chợ Bút: Thôn Đông Sơn, xã Yên Mạc
- Chợ Chấp: Thôn Hưng Hiền, xã Yên Mỹ
- Chợ Lồng: xã Yên Phong và xã Yên Phong
- Chợ Ngò: Phố Trung Yên, thị trấn Yên Thịnh
- Chợ Nuốn Khê: Thôn Nộn Khê, xã Yên Từ
- Chợ Tu: Phố Tu, xã Yên Thắng.

## Dân số
Huyện Yên Mô có diện tích 146,10 km², dân số năm 2021 là 121.086 người, mật độ dân số đạt 829 người/km².
Huyện Yên Mô có diện tích 146,10 km², dân số năm 2020 là 119.995 người, mật độ dân số đạt 821 người/km².
Huyện Yên Mô có diện tích 144,74 km², dân số năm 2019 là 118.469 người, mật độ dân số đạt 819 người/km².
Yên Mô có khoảng 10% dân số theo đạo Thiên Chúa.

## Văn hóa - du lịch

### Thắng cảnh
Yên Mô có hồ Đồng Thái, động Mã Tiên, hang Trời, cửa biển Thần Phù và Sân golf Yên Thắng là những điểm đến du lịch rất hấp dẫn.
- Hồ Đồng Thái là một hồ nước ngọt nằm trên địa bàn xã Yên Đồng, Yên Thái huyện Yên Mô tỉnh Ninh Bình. Toàn bộ hồ có diện tích 2185 ha trong đó có 380 ha được quy hoạch thành khu du lịch nghỉ dưỡng cao cấp. Đây là hồ nước lớn nhất Ninh Bình với nhiều loài động thực vật quý hiếm. Hồ Đồng Thái là một hồ rộng với hình dạng bị cắt xẻ nhiều. Bờ hồ nằm uốn lượn tạo ra nhiều "bán đảo" với nhiều thung lũng đẹp, diện tích từ 2 - 10 ha, Các thung lũng là khu rừng nguyên sơ với nhiều loại động, thực vật hoang dã. Phần lớn thung lũng có bề mặt bằng phẳng, rất thuận lợi xây dựng các khu vui chơi, giải trí hoà quyện với thiên nhiên.

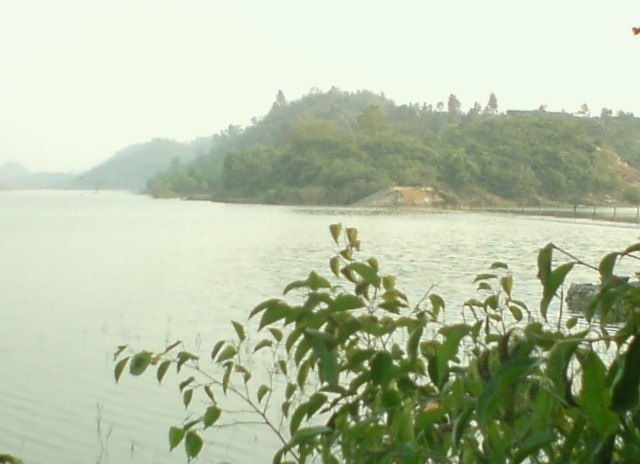
Hồ Đồng Thái

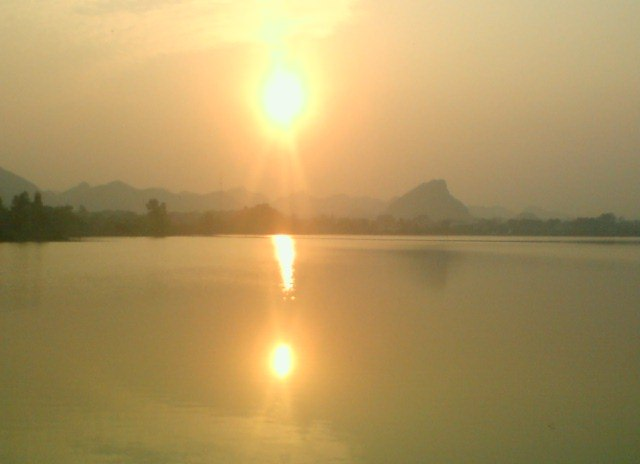
Hồ Đồng Thái

- Sân golf Hoàng Gia là một sân golf với tổng diện tích gần 3.000 ha, Toàn bộ dự án được thiết kế và xây dựng bởi P+Z Development PTE và Golf Corp gồm các chuyên gia đến từ Mỹ, Úc, Scotland, Philippin... cùng với các kỹ sư Việt Nam thực hiện. Trung tâm liên hợp du lịch và thể thao sân golf 54 lỗ hồ Yên Thắng có địa thế thuận lợi, từ khi dự án này đi vào hoạt động đem lại nguồn thu lớn cho ngân sách địa phương, giải quyết việc làm, chuyển cơ cấu kinh tế từ nông nghiệp sang du lịch dịch vụ. Đây cũng sẽ là địa điểm du lịch và giải trí chất lượng cao.
- Cửa Thần Phù là tên một địa danh lịch sử xa xưa gắn với nhiều truyền thuyết, thuộc xã Yên Lâm. Tại đây còn đền thờ Áp Lãng. Đây là ngôi đền cổ có kiến trúc đơn giản, giống một ngôi nhà cổ. Lễ hội đền diễn ra vào ngày 6/1 âm lịch hàng năm. Chùa Thần Phù là một ngôi chùa nhỏ, kiến trúc đơn giản thuộc thôn Thần Phù, xã Yên Lâm, đình Phù Sa: cách đền Áp Lãng 1 km, đây là di tích văn hóa duy nhất ở cửa biển Thần Phù được xếp hạng di tích quốc gia. Đình thờ Triệu Việt Vương.

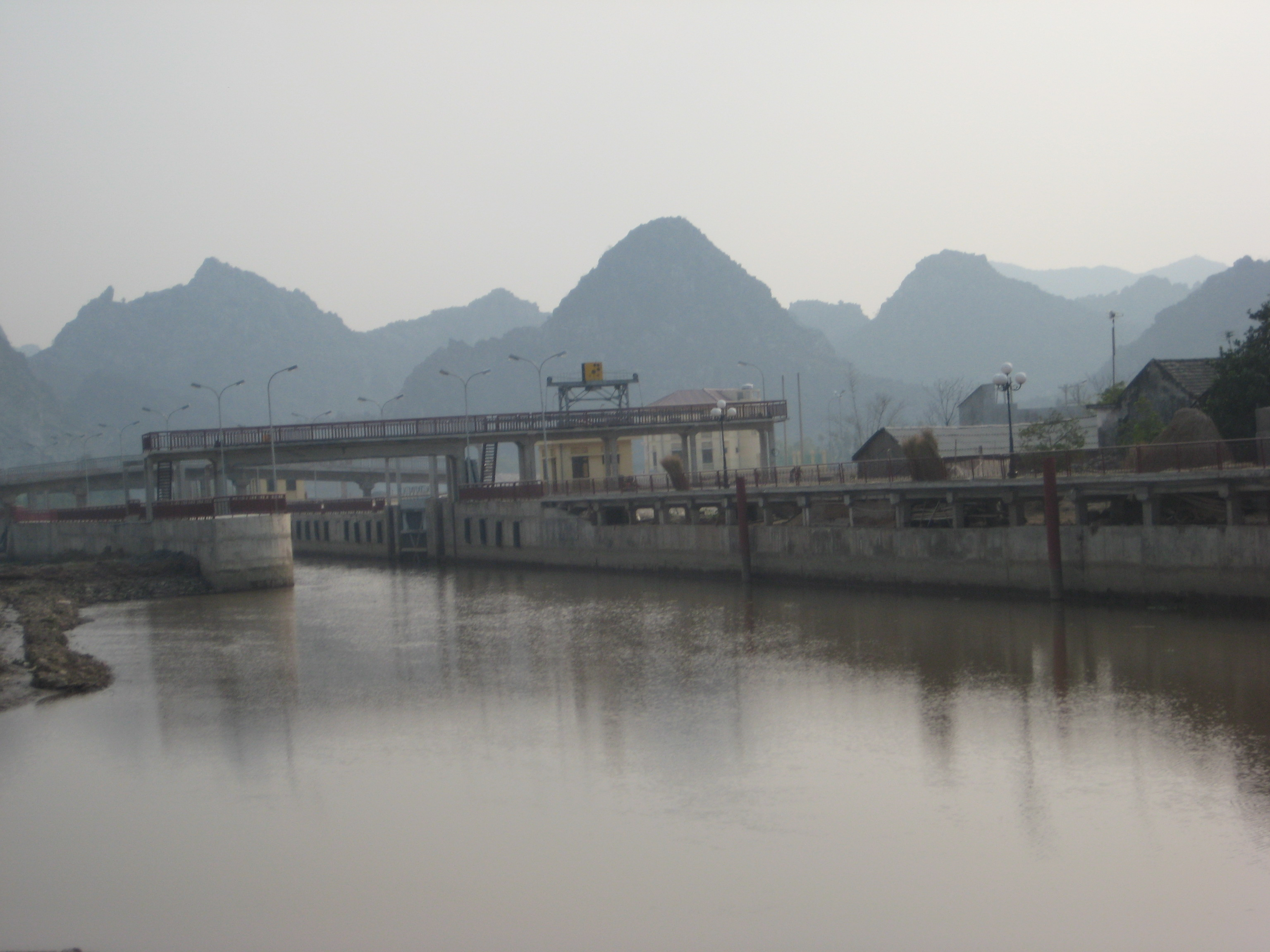
Âu thủy lợi Yên Mô

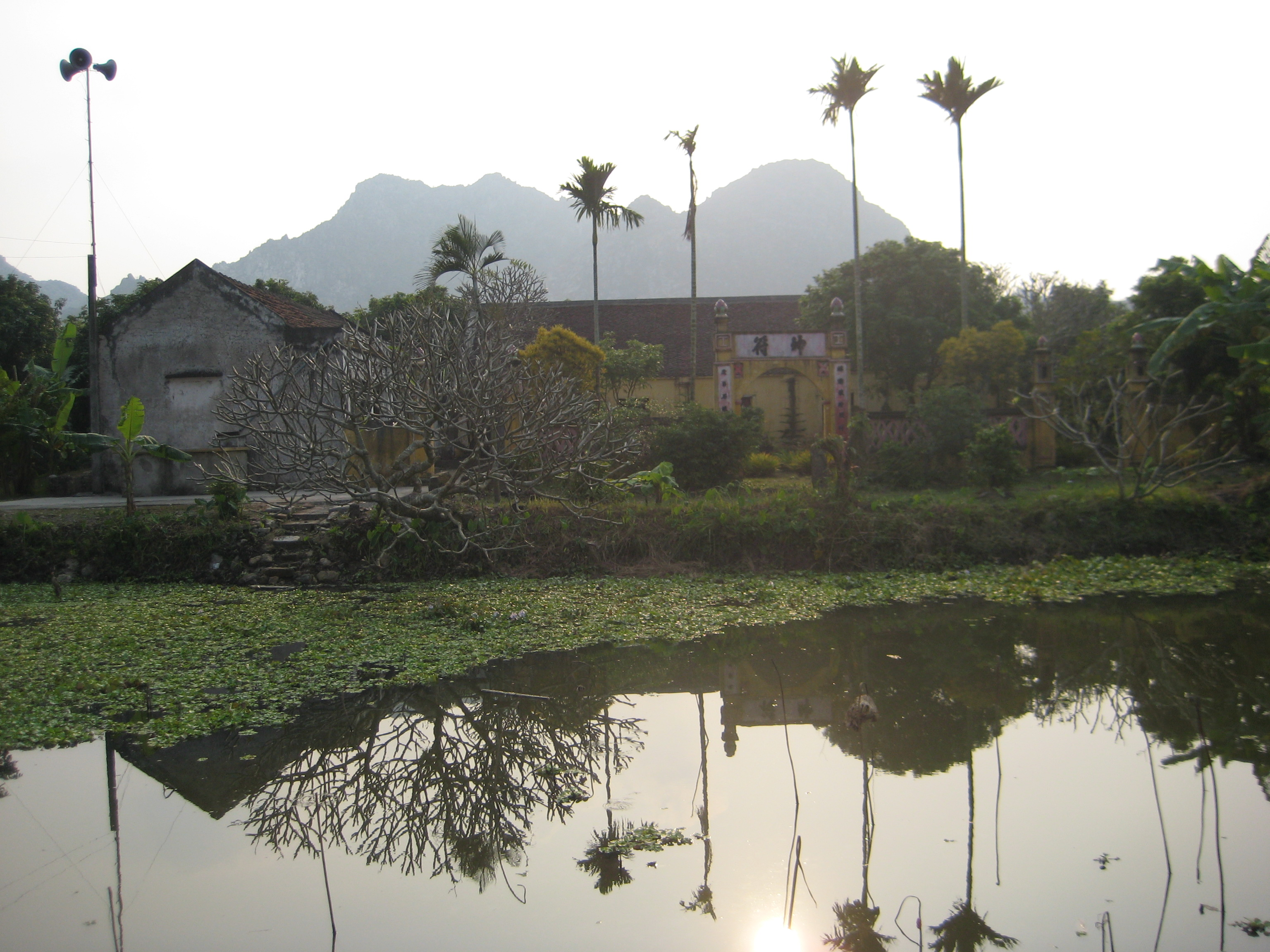
Đền Áp Lãng - cửa Thần Phù

- Động Mã Tiên nằm ở vùng núi xã Yên Đồng. Đến động phải đi thuyền qua hồ Đồng Thái vào chân núi. Men theo gần 100 bậc đá, bên sườn núi để đến cửa động. Cửa động cao đến 15 m, rộng 10 m, trông giống miệng của con cá khổng lồ. Nền hang ở động trũng xuống, không phẳng với nhiều khối đá lớn nhỏ, đặc biệt có những tảng đá lớn nhấp nhô như một đàn voi đang nô đùa. Từ nền hang đi qua một cửa hang hẹp sẽ bước lên tầng 2 của động với 5 buồng hang. Mỗi buồng hang là một cảnh sắc khác nhau, đầy mới lạ gắn với những truyền thuyết như: Bàn tay tiên, Giếng ngọc. Động Mã Tiên cũng có rất nhiều đền, chùa, miếu mạo mang yếu tố tâm linh gắn với những lễ hội dân gian đặc sắc.

### Di tích, lễ hội
- Di tích lịch sử: Yên Mô có 12 di tích lịch sử văn hoá được xếp hạng, trong đó có đền Hậu Trần, đền Năn, đình Phù Sa, Đình Làng Nộn Khê, đê Hồng Đức Yên Mạc, còn nhiều nhất là chùa.
- Lễ hội: Yên Mô có một số lễ hội, như Lễ hội Báo Bản ở làng Nộn Khê (Yên Từ, vào 12, 13, 14 tháng Giêng ÂL); Hội làng ở Yên Mô Thượng - Yên Mạc; chùa Nam (Tự Long Uẩn) Yên Mô Thượng - Yên Mạc; Chùa Bắc (Tự Phượng Trình) Yên Mô Thượng - Yên Mạc; chùa Cống (Quảng Phúc, Yên Phong); đền Triệu (Quảng Từ, Yên Từ); đền Bình Hải (Yên Nhân), Đền Hậu Trần thờ hai vua nhà Hậu Trần ở Bồ Xuyên (Yên Thành) v.v...
- Các tòa thành cổ: Thành Thiên Phúc do Lê Hoàn xây dựng ở xã Yên Thắng; thành nhà Hồ do Hồ Quý Ly xây dựng ở xã Yên Thắng, thành nhà Mạc ở xã Mai Sơn và thành Lưu Thủ, xã Yên Đồng có từ thời Hùng Vương.

### Ẩm thực
- Ốc núi Yên Mô: Sau những cơn mưa rào, từ những quả núi đất Yên Mô sẽ thấy ốc bò lổm ngổm trên những mỏm đá hay núp dưới những cành khô. Ốc núi chuyên ăn lá cây, rễ cây trong mùa mưa, đã tích trữ đầy chất dinh dưỡng đủ để trú thân đến hết mùa hè khô hạn nên rất mập mạp và béo tốt. Ốc này ăn lá cây nên rất sạch, khá nhiều lá cây thuốc được ốc ăn vào nên được cho rất là bổ.
- Nem Yên Mạc cùng với rượu nếp Yên Lâm đã tạo nên cái duyên "bầu rượu, nắm nem" đi vào thứ ẩm thực từ lâu, là đặc sản chợ Bút Yên Mạc (Nem Yên Mạc, Gái Yên Đồng). Ngày nay, nem Yên Mạc đã vươn xa, có mặt ở nhiều khách sạn, nhà hàng cả trong và ngoài tỉnh. Nem Yên Mạc do được tinh chế khá công phu, sợi nem nhỏ, đỏ hồng, rời, tươi ướp với gia vị và lá ổi tàu để được hàng tuần, nên trong ngày tết không chỉ ở Ninh Bình, mà cả người từ các tỉnh lân cận tìm về mua.
- Giò Trứng Nộn Khê là một món ăn được chế biến từ thịt lợn và trứng vịt luộc, gói chặt, luộc kĩ rồi ép chặt. Khi ăn, xắt từng khoanh, mỗi khoanh có hình "hoa trứng", trông đẹp mắt, ăn rất ngon miệng. Trước kia, Giò Trứng chỉ được làm trong dịp Tết Nguyên đán. Ngày nay, có nhiều cửa hàng tại Làng Nộn Khê có sản xuất loại giò này để bán cho các khách hàng gần xa...

## Giao thông

### Đường bộ
Yên Mô có 3 km quốc lộ 1 chạy qua xã Khánh Thượng, quốc lộ 12B chạy dài từ Kim Sơn qua trung tâm huyện nối với Tam Điệp và các tỉnh Tây Bắc. Trên địa bàn huyện cũng có 2 tỉnh lộ là 480 (nối Quốc lộ 1 tới Tân Thành, Kim Sơn) và tỉnh lộ 480B (nối thị trấn Yên Thịnh tới xã Lai Thành, Kim Sơn). Đồng thời, nơi đây cũng là điểm cuối của đường cao tốc Cao Bồ – Mai Sơn và điểm đầu của đường cao tốc Mai Sơn – Quốc lộ 45 đi qua.

### Đường thủy
Theo Quyết định số: 2179/ QĐ-UBND ngày 17 tháng 9 năm 2007 của UBND tỉnh Ninh Bình V/v phê duyệt Quy hoạch giao thông đường thủy nội địa tỉnh Ninh Bình đến năm 2015 và định hướng phát triển đến năm 2020 thì Yên Mô có các cảng và các bến đò đường thủy sau:
- Cảng Bút: xã Yên Mạc huyện Yên Mô
- Cảng Lạc Hiền: xã Yên Phú, huyện Yên Mô
- Cảng Cầu Rào: xã Yên Phong, huyện Yên Mô
- Các bến cảng sông khác: bến Cầu Tràng, bến Đức Hậu, bến Phương Nại, bến Cầu Hội, bến Chợ Tu, bến Chợ Bến, bến cầu Ghềnh, bến cầu Lồng, Bến cầu Giang Khương, bến cầu Đằng, Bến Trinh Nữ, bến Khương Thượng.

Dưới đây là danh sách các bến đò ở Yên Mô:
| Tên bến đò       | Vị trí       | Sông            | Lý trình | Mức độ liên kết | Giai đoạn |
| ---------------- | ------------ | --------------- | -------- | --------------- | --------- |
| Bến đò Vạc       | Khánh Dương  | Sông Vạc        | 4        | Liên xã         | 2010-2015 |
| Bến đò Bâu       | Khánh Thượng | Sông Vạc        | 10       | Liên xã         | 2010-2015 |
| Bến đò Đức Hậu 2 | Yên Từ       | Sông Hoàng Long | 13+700   | Liên xã         | 2010-2015 |
| Bến đò Vạc       | Khánh An     | Sông Vạc        | 8        | Liên xã         | 2016-2020 |
| Bến đò Đức Hậu 2 | Yên Nhân     | Sông Vạc        | 13 +700  | Liên xã         | 2016-2020 |

## Danh nhân
Yên Mô là quê hương của nhiều danh nhân tiêu biểu như: Trần Triệu Cơ, Ninh Tốn, Vũ Phạm Khải, Phạm Thận Duật, Tạ Uyên, Vũ Xuân Hồng, Nguyễn Thị Thanh...
Đại Nam nhất thống chí có nói đến "Trường Yên thất hào", bảy người Ninh Bình nổi danh đời Lê. Đó là Hiển trung đại phu Hoàng Trọng Cung người huyện Yên Khánh, Tham nghị Nguyễn Tử Dự người Giá Hộ (Hoa Lư), Thừa chính Nguyễn Đoan Tước người Phúc Am (thành phố Ninh Bình), Thị độc Ninh Tốn, người Côi Trì (Yên Mỹ, Yên Mô), Hiến phó sứ Nguyễn Đình Chí, người Bồ Xuyên (Yên Thành, Yên Mô), Thiêm sự Trịnh Xuân người Yên Liêu (Khánh Thịnh, Yên Mô) và Tham chính Phạm Kiêm Huyền người Thiên Trì (Yên Mạc, Yên Mô).

## Kết nghĩa
Huyện Phước Long, tỉnh Bạc Liêu